# Kristian Præst
Kristian Præst es un deportista danés que compitió en vela en la clase Europe. Ganó dos medallas de bronce en el Campeonato Mundial de Europe, en los años 2016 y 2018.

## Palmarés internacional
| Campeonato Mundial | Campeonato Mundial      | Campeonato Mundial | Campeonato Mundial |
| Año                | Lugar                   | Medalla            | Clase              |
| ------------------ | ----------------------- | ------------------ | ------------------ |
| 2016               | Torbole (Italia)        | Medalla de bronce  | Europe             |
| 2018               | Kühlungsborn (Alemania) | Medalla de bronce  | Europe             |